# Number Four
Number Four è un singolo del gruppo musicale statunitense My Chemical Romance, pubblicato l'8 gennaio 2013. È il quarto di una serie di cinque doppi lati A contenenti demo registrate dalla band nel periodo di produzione del quarto album Danger Days: The True Lives of the Fabulous Killjoys nel 2009, ma poi scartate.

## Tracce
1. Kiss the Ring – 3:08
2. Make Room!!!! – 3:42

## Formazione
- Gerard Way – voce
- Ray Toro – chitarra solista, cori
- Frank Iero – chitarra ritmica, cori
- Mikey Way – basso
- Bob Bryar – batteria, percussioni

## Classifiche
| Classifica (2013)          | Posizione massima |
| -------------------------- | ----------------- |
| Regno Unito                | 111               |
| Regno Unito (rock & metal) | 1                 |
| Stati Uniti (rock)         | 39                |
| Stati Uniti (rock digital) | 36                |